# Friedrichswald (Rinteln)
Friedrichswald ist ein Ortsteil der Stadt Rinteln im niedersächsischen Landkreis Schaumburg.

## Geografie und Verkehrsanbindung
Der Ortsteil liegt südöstlich des Kernbereichs von Rinteln direkt an der Grenze zu Nordrhein-Westfalen. Zusammen mit Goldbeck, Wennenkamp und Uchtdorf wird innerhalb der Stadt Rinteln die Ortschaft Taubenberg gebildet. Südlich vom Ort liegt das 16 ha große Naturschutzgebiet Tiefe Sohle.
Durch den Ort, der Zwischenstation auf der Linie 2022 der Schaumburger Verkehrs-Gesellschaft ist, die von Rinteln nach Heßlingen führt, verläuft die Landesstraße L 434.